# Ad augusta per angusta

Ad augusta per angusta este o expresie în latină care apare în piesa Hernani⁠(d) (actul IV) de Victor Hugo, și care poate fi literalmente tradusă ca „pe poteci strâmte (și abrupte se ajunge) la fapte mari” sau „la rezultate strălucite se ajunge pe căi înguste, trudnice”.
Cu alte cuvinte: orice victorie, orice succes, nu se obține decât prin luptă, prin străduință și stăruință, prin înfruntarea și depășirea piedicilor aflate în cale. Victor Hugo a întrebuințat acest dicton latin ca deviză a conjuraților, în opera sa Hernani.

## Legături externe
- „Ad augusta per angusta” la citate celebre cogito.ro, accesat pe 9 mai 2015